# Gundacker von Judenburg
Gundacker von Judenburg war Verfasser oder Redaktor der religiösen Dichtung „Christi Hort“, die aus dem 13. Jahrhundert stammt und damit zur nachhöfischen Dichtung zählt. Weitere Werke von ihm sind nicht bekannt.

## Leben
Über das Leben Gundackers von Judenburg weiß man wenig. Er stammte aus der Steiermark und nannte sich nach der Stadt Judenburg. Gundacker beklagte selbst, dass er seinem Meister „so früh entronnen“ sei (vs. 1314 ff.). Dies könnte auf eine abgebrochene Schulausbildung hindeuten. Auch behindere ihn seine „unchunst“ (Un-Kunst) beim Schreiben seines Werkes. Kunst kann dabei wahrscheinlich als „ars“ – also Schulbildung – aufgefasst werden; möglicherweise handelt es sich hier aber auch nur um einen Bescheidenheitstopos.
Der Grad seiner theologischen, liturgischen und lateinischen Kenntnisse lassen vermuten, dass er aus dem geistlichen Stand kam. Allerdings sind gerade im 13. Jahrhundert derartige Kenntnisse auch bei vielen Laien zu finden (Laienfrömmigkeit).

## Werke
- Christi Hort. Aus der Wiener Handschrift hrsg. v. J. Jaschke. Weidmann, Berlin 1910. mhgta.uni-trier.de – Textzeugen der Handschrift